# Venatrix allopictiventris
Venatrix allopictiventris är en spindelart som beskrevs av Volker W. Framenau och Vink 200. Venatrix allopictiventris ingår i släktet Venatrix och familjen vargspindlar. Inga underarter finns listade i Catalogue of Life.